# Bock (Patriziergeschlecht)

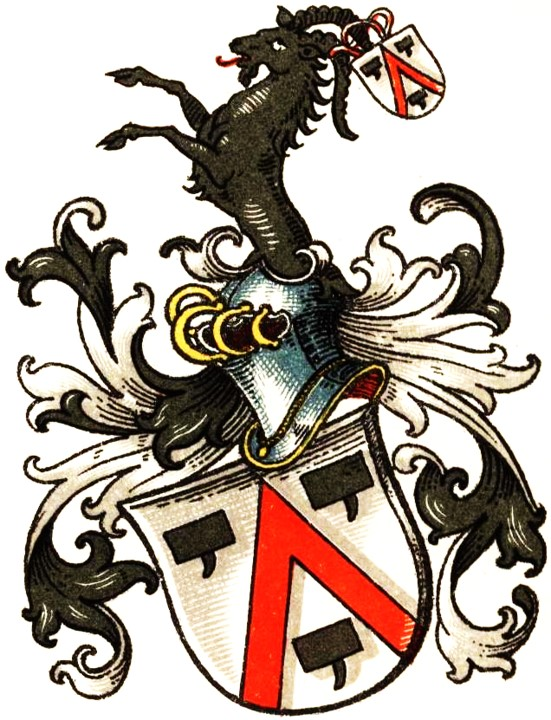
Stammwappen der Bock („Bock III“ bei Spießen)

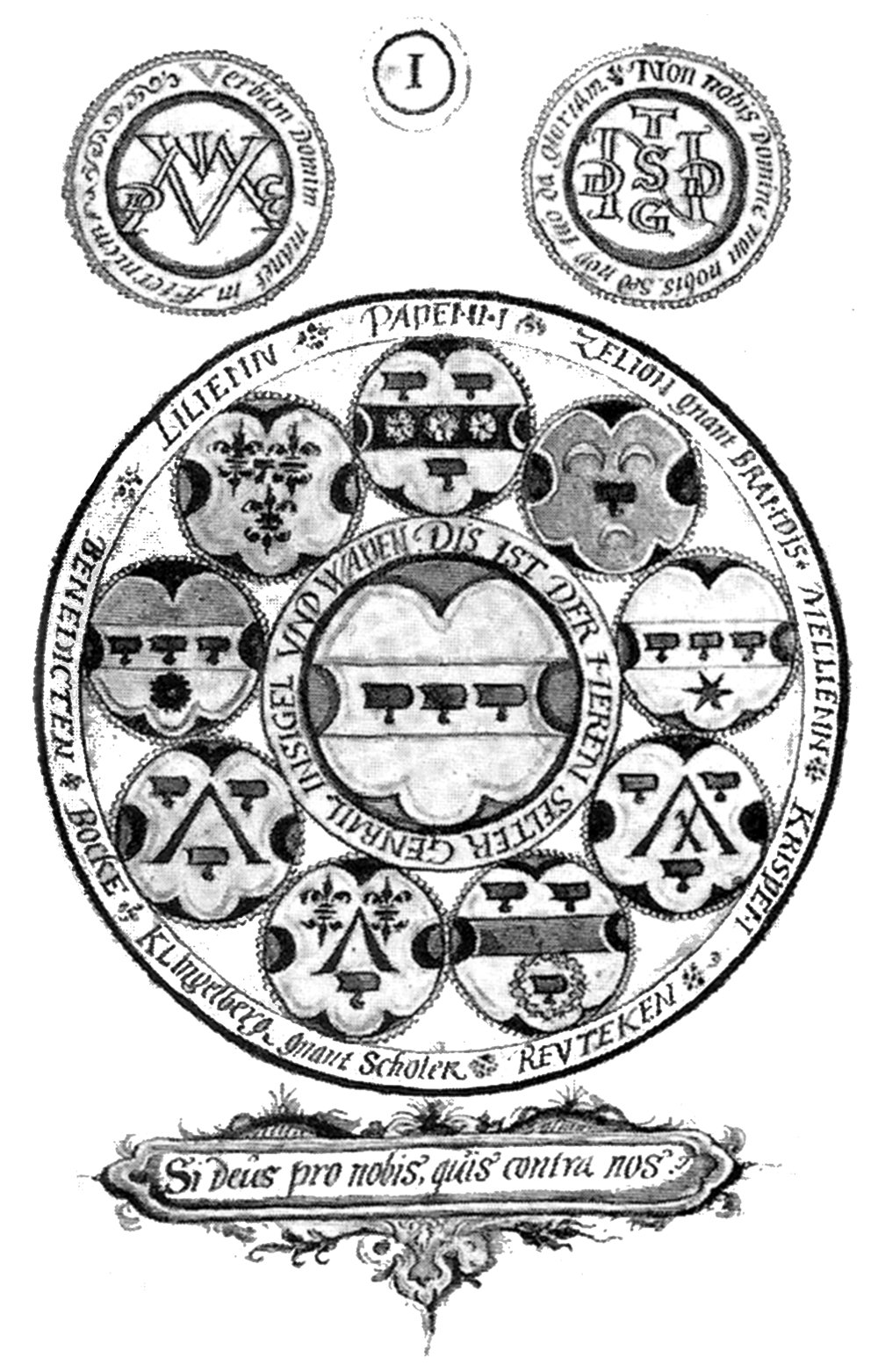
Titelblatt des Sälzerbuches von 1581. Das Wappen der Bock im Kreis links.

Bock (auch: Bocke, Buck, de Buck) ist der Name eines erloschenen, westfälischen Patriziersgeschlechts. Nach Ledebur und Kneschke führten sie zum Teil auch den Beinamen gen. von Hanxleden.

## Geschichte
Das Geschlecht war Mitglied der Erbsälzer, dem Patriziat der Stadt Werl. Das Geschlecht erscheint bereits 1382 in der Übereinkunft der Erbsälzer mit dem Kölner Erzbischof Friedrich III. von Saarwerden. Henneke Buck wird als Erster der Erbsälzer namentlich genannt. Ein weiteres frühes Familienmitglied war der Werler Bürger, Rats- und Gerichtsmann Detlef Bock, der Ende des 14. und Anfang des 15. Jahrhunderts erscheint. Begütert war das Geschlecht in der Grafschaft Mark und im Herzogtum Westfalen, d. h. in Arnsberg, Bockskamp bei Iserlohn, Delecke bei Arnsberg 1580, Heid(t)hof im Kirchspiel Herringen sowie in und um Soest.
Als sich Familienmitglied Wilhelm Bock entschied den reformierten Glauben anzunehmen, wurde er 1583 von den Erbsälzern ausgeschlossen. Als Reaktion passte diese Familienlinie, die zu Heidhof im Kirchspiel Herringen saß, ihr Wappen an (siehe Spießens Wappenvariante „Bock IV“) und verzichtete nun auf das alte Stammwappen mit den Salzpfannen. Dieser Teil der Familie erlosch um 1700.
Der Stamm der Familie, der Spießens Wappenvariante „Bock II“ führte, starb kurz nach 1630 aus. Das letzte männliche Familienmitglied bei den Erbsälzern bereits 1611.

## Wappen
Blasonierung des Stammwappens (bei Spießen „Bock III“): In Silber ein roter Sparren von drei (2:1), schwarzen Salzpfannen begleitet. Auf dem Helm ein rechtsgewandter, wachsender Bock, der an seinen Hörnern an einem silbernen Strick den besagten Schild in klein trägt. Die Helmdecken sind schwarz-silber.
Wappenvarianten der Bock:

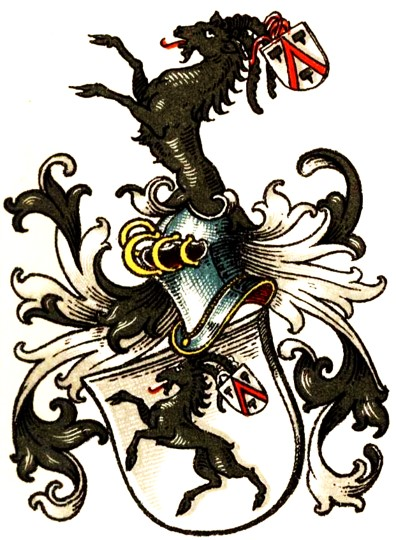
Wappen der „Bock II“ bei Spießen
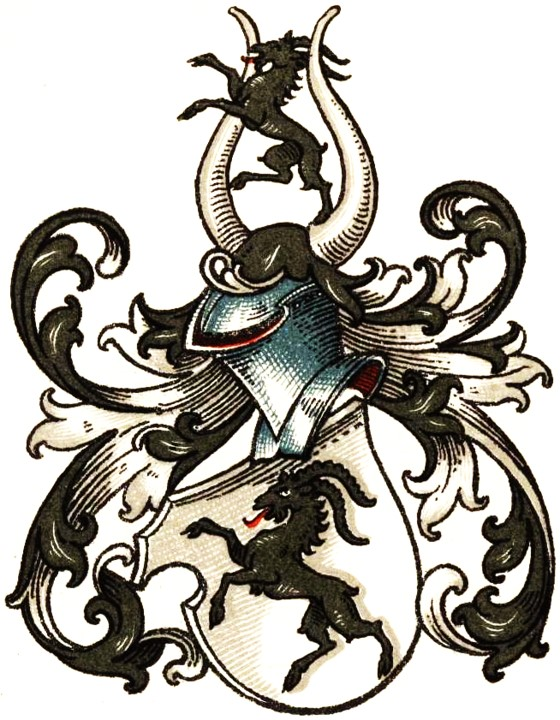
Wappen der „Bock IV“ bei Spießen

Blasonierung Variante „Bock II“ bei Spießen: In Silber ein springender schwarzer Bock, der an seinen Hörnern einen mit einem silbernen Strick angebundenen, kleinen Schild trägt. In Letzterem in Silber ein roter Sparren begleitet von drei (2:1), schwarzen Salzpfannen (siehe Stammwappen). Auf dem Helm der Bock wachsend, den beschriebenen kleinen Schild an den Hörnern. Die Helmdecken in schwarz-silber.
Blasonierung Variante „Bock IV“ bei Spießen: In Silber ein springender schwarzer Bock. Auf dem Helm zwischen zwei silbernen Büffelhörnern der springende, schwarze Bock. Die Helmdecken in schwarz-silber.
Die Variante Bock II findet sich am Sälzeraltar in der Werler Kirche und in einer Ahnentafel der Familie Brandis gen. Zelion, ebenfalls Werler Erbsälzer.